# Оливер Фицрой
Оливер Фицрой (англ. Oliver Fitzroy; ум. 1219) — английский дворянин, незаконнорожденный сын короля Иоанна Безземельного.

## Биография
Оливер Фицрой был внебрачным сыном короля Иоанна Безземельного и его любовницы Хавизы, сестры Фулька III Фицуорина; Оливер был владельцем замка Тонге и нескольких поместий.
Во время первой баронской войны Оливер воевал в армии своего отца против мятежных баронов, отличившись в июне 1216 года в обороне замка Вулвси, когда замок был осаждён войсками мятежных баронов и принца Людовика. В апреле 1217 года французы пытались захватить с моря Дуврский замок, французский отряд воинов, оставшийся на суше был атакован и разбит воинами под командованием Оливера и Уильяма Кассингемского.
В 1218 году Оливер присоединился к Пятому крестовому походу и отправился в Египет, где принимал участие в осаде Дамьетты, в ходе которой он умер от болезни или был убит в битве с сарацинами.